# Hudson Stuck

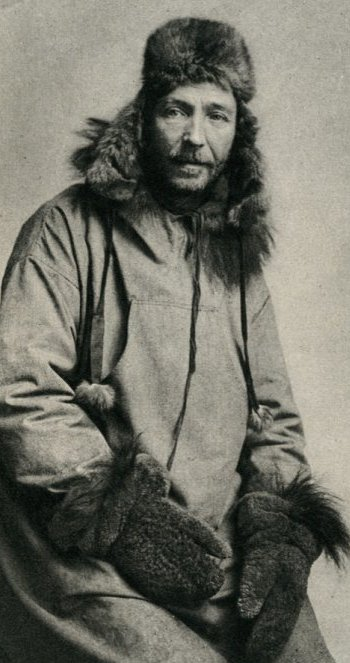
Hudson Stuck

Hudson Stuck  (* 11. November 1863 in Paddington; † 10. Oktober 1920 in Fort Yukon) war ein Geistlicher der US-amerikanischen Episkopalkirche, Forschungsreisender und Autor.

## Leben
Hudson Stuck wurde in England geboren und am King’s College London unterrichtet, bevor er 1885 in die Vereinigten Staaten emigrierte. Dort lebte er zunächst in San Angelo. 1889 begann er ein Studium der Theologie an der University of the South in Sewanee, Tennessee. Nach dem Studienabschluss wurde er zum Priester einer Episkopalkirche ordiniert und übernahm eine Stelle als Rektor in der Grace Episcopal Church in Cuero.
1894 wurde er der Dekan an der „Cathedral Church of Saint Matthew“ in Dallas. 1904 legte er dieses Amt nieder, um in der Diözese Alaska eine Stelle als Erzdiakon anzutreten.
Stuck war begeisterter Bergsteiger. Er war Mitglied der Expedition, der 1913 die Erstbesteigung des Denali gelang, des höchsten Bergs Nordamerikas (damals auch Densmore's Mountain). Seine Erlebnisse als Naturforscher und Missionar beschrieb er in mehreren Büchern. Er war zudem der Gründer einer Bibliothek in Fairbanks und eines Krankenhauses in Fort Yukon.

## Werke
- Ten Thousand Miles with a Dog Sled. A Narrative of Winter Travel in Interior Alaska
- The Ascent of Denali (Mount McKinley). A Narrative of the First Complete Ascent of the Highest Peak in North America
- The Alaskan Missions of the Episcopal Church